# Amy Vanderbilt
Amy Osborne Vanderbilt (* 22. Juli 1908 in New York City, USA; † 27. Dezember 1974 in ebenda) war eine US-amerikanische Autorin.

## Leben und Werk
Vanderbilt war die Tochter des Versicherungsmaklers Joseph Mortimer Vanderbilt und Mary Estelle (geb. Brooks) Vanderbilt. Vanderbilt behauptete, von Jan Aertson van der Bilt abzustammen, der 1650 in die niederländische Kolonie Neu-Niederlande auswanderte und auch der Vorfahre von Commodore Cornelius Vanderbilt war, dem Eisenbahnmagnaten und Millionär des 19. Jahrhunderts.
Vanderbilt arbeitete 1927 als Teilzeitreporterin für Staten Island Advance, während sie die Curtis High School besuchte. Sie wurde in der Schweiz und am Packer Collegiate Institute in Brooklyn ausgebildet, bevor sie die School of Journalism der New York University besuchte. Sie wurde auch Publizistin für den Dichter Edwin Markham aus Staten Island und arbeitete zusätzlich für die Öffentlichkeitsarbeit für zwei Produktionsfirmen in Manhattan.
1948 bat sie der Doubleday-Verlag, ein Buch über Etikette zu schreiben. Nach vier Jahren Recherche veröffentlichte sie 1952 Amy Vanderbilt’s Complete Book of Etikette, welches ein Bestseller und später in Amy Vanderbilts Etikette umbenannt wurde. Als Nachfolgerin von Emily Post war Vanderbilt von 1954 bis 1960 Moderatorin einer Fernsehshow It’s in Good Taste. Von 1960 bis 1962 moderierte sie auch die Radiosendung The Right Thing To Do. Sie wurde zur Etikette-Beraterin des US-Außenministeriums und der World Book Encyclopedia ernannt, und 1961 erstellte sie einen Höflichkeitskodex für New Yorker Busfahrer und U-Bahn-Schaffner für die New York Transit Authority. Sie war auch Autorin und Sammlerin von Kochmaterialien, darunter das 1961 von Andy Warhol illustrierte Buch Amy Vanderbilt’s Complete Cook Book. Die Illustrationen dieses Kochbuchs stammen aus der Zeit vor Andy Warhols erster New Yorker Solo-Pop-Art-Ausstellung.
Vanderbilt war viermal verheiratet, dreimal geschieden und hatte drei Söhne. Von 1929 bis 1932 war sie mit Robert S. Brinkerhoff verheiratet und 1935 heiratete sie Morton Gill Clark. 1945 heiratete sie den Zeitschriftenfotografen Hans Georg Friedrich Knopf und 1968 heiratete sie Curtis Bradbury Kellar, einen Anwalt von Mobil Oil.
Am 27. Dezember 1974 starb sie an mehreren Schädelbrüchen, nachdem sie in ihrem Stadthaus in New York aus einem Fenster im zweiten Stock gestürzt oder gesprungen war. Es bleibt unklar, ob ihr Sturz versehentlich oder Selbstmord war. Sie wurde auf dem Cemetery of the Evergreens in Brooklyn, New York, beigesetzt.

## Veröffentlichungen (Auswahl)
- 1952: Amy Vanderbilt’s Complete Book of Etikette
- 1956: Amy Vanderbilt’s Everyday Etiquette
- 1861: Amy Vanderbilt’s Complete Cook Book
- 1964:  Amy Vanderbilt’s Success Program for Women